# Institucionalna ekonomija
Institucionalna ekonomija se fokusira na razumevanje uloge procesa evolucije i uloge institucija u oblikovanju ekonomskog ponašanja. Potiče iz Veblenove instiktivno orijentisane dihotomije između tehnologije, s jedne, i "ceremonijalne" sfere društva, s druge strane. Ime i ključni elementi datiraju još iz Hemiltonovog članka O Američkoj ekonomiji iz 1919. godine. Institucionalna ekonomija naglašava širu studiju institucija i gleda na tržišta kao na rezultat složene interakcije ovih različitih institucija (pojedinci, firme, države, socijalne norme). Ranija tradicija se i dalje nastavlja kao vodeći nekonformistički pristup ekonomiji.
Institucionalizam je pravac u ekonomskoj nauci; ističe uticaj društvene sredine na ekonomsko ponašanje ljudi; tako npr. Torsten Veblen ističe da je tokom društvene evolucije, institucija privatne svojine potčinila instinkt okretnosti želji za akumulacijom privatne svojine; prema tome, borba za svojinu, prestiž i silu težila je da baci u zasenak konkurenciju koja je snižavala cene i poboljšavala kvalitet; prema Veblenu, ova tendencija se manifestuje u monopolima, održavanju cena putem ograničavanja proizvodnje i proširenju kontrole raspodele preko veliko-prodajnih i maloprodajnih zastupništva. Institucionalizam razvijaju teoretičari 20. veka: Torsten Veblen i Džon Kenet Galbrejt (John Kenneth Galbraith; Nova industrijska država – 1967). Po njima, slobodna konkurencija ne donosi optimalne rezultate, te je neophodna korekcija tržišnih kretanja preko državnih regulativa socijalne kontrole preduzeća. Tako se menadžeri (menadžerska revolucija) kao važan društveni sloj marginalizuju, a naglašavaju deskriptivne promene u ekonomiji i društvu.
"Tradicionalni" institucionalizam odbija redukciju institucija na ukuse, tehnologiju i prirodu (vidi naturalistička zabluda). Ukusi, zajedno sa očekivanjima od budućnosti, navika, motivacije, ne samo da determinišu prirodu institucija već su i oblikovani i ograničeni istima. Ukoliko ljudi žive i rade u institucijama to oblikuje njihov pogled na svet. U osnovi, ovaj tradicionalni institucionalizam (i njemu suprotstavljena moderna institucionalna politička ekonomija) naglašava pravne temelje ekonomije (vidi Džon R. Komons) i evolucione, naviknute I voljne procese kojima se institucije uzdižu, a zatim i menjaju (vidi Džon Djui, Torsten Veblen i Danijel Bromli). Institucionalna ekonomija se fokusira na učenje, ograničenu racionalnost i evoluciju (umesto pretpostavljanja stabilnih preferencija, racionalnosti I ravnoteže). To je bio ključni deo američke ekonomije u prvoj polovini dvadesetog veka, uključujući poznate, raznolike ekonomiste kao sto su Torsten Veblen, Vesli Mičel i Džon R. Komons. Neki institucionalisti smatraju da Marks pripada institucionalnoj tradiciji, zato što je kapitalizam opisao kao istorijski ograničen socijalni sistem; drugi se ne slažu sa Marksovom definicijom kapitalizma, umesto toga smatraju da tržišta, novac i privatno vlasništvo zaista evoluiraju tokom vremena, ali kao rezultat namernih akcija pojedinaca.
Značajna varijanta je nova institucionalna ekonomija s kraja dvadesetog veka koja u analizu integriše kasniji razvoj neoklasične ekonomije. Zakon i ekonomija su postali glavna tema nakon što je Džon R. Komons 1924. godine objavio članak O temeljima kapitalizma. Od tada postoji žustra rasprava o ulozi zakona (kao formalne institucije) na ekonomski razvoj. Bihevioralna ekonomija je samo druga oznaka institucinalne ekonomije zasnovane na onome što je poznato u psihologiji i kognitivnim naukama, umesto nagađanja o ekonomskom ponašanju.
Neki od autora koji su povezani sa ovim učenjem su Robert H. Frenk, Voren Semjuel, Marc Tool, Džefri Hodžson, Danijel Bromli, Džonatan Ničan, Shimshon Bichler, Elinor Ostrom, Anne Mayhew, Džon Kenet Galbrejt i Gunar Mirdal, čak je i sociolog Rajt Mils bio pod uticajem ovog pristupa u njegovim glavnim studijama.

## Torsten Veblen
Torsten Veblen (1857—1929) je svoju prvu i najuticajniju knjigu napisao dok je bio na Univerzitetu u Čikagu, The Theory of the Leisure Class. U njoj je analizirao kapitalizam i motovaciju da ljudi upadljivo troše svoje bogatstvo kao nacin demonstriranja uspeha. Izraženo slobodno vreme je bio još jedan fokus Veblenove kritike. Koncept upadljive potrošnje je bio direktno suprotan neoklasičnom gledištu da je kapitalizam bio efikasan.
U svojoj Teoriji poslovnog preduzeća Veblen je istakao motive industrijke proizvodnje da ljudi koriste stvari iz poslovnih motivacija koje su koristile ili zloupotrebljavale industrijsku infrastrukturu radi profita, tvrdeći da je to često ometeno zato što kompanije nastavljaju sa radom. Proizvodni i tehnološki napredak su ograničeni poslovnim praksama I stvaranjem monopola. Kompanije štite svoja kapitalna ulaganja koristeći prekomerne kredite, što dovodi do depresija, povećanih vojnih rashoda I ratova kroz kontrolu političke moci. Ove dve knjige, koje se fokusiraju na kritikovanje potrošnje I profitiranja, nisu zagovarale promene.
Dvadestih godina prošlog veka, nakon pada Vol Strita 1929. godine, Veblenova upozorenja koja su se odnosila na tendencije rasipne potrošnje i na neophodnost stvaranja finansijskih instucija izgledala su tačna.
Veblen je 1898. napisao clanak “Zasto ekonomija nije evoluciona nauka” i time postao preteca sadasnje evolucione ekonomije.

## Džon R. Komons
Komons (1862–1945) je takođe iz srednje zapadne Amerike.
U osnovi njegovih ideja bio je koncept da je ekonomija mreža odnosa između ljudi sa različitim interesima. Postoje monopoli, velike korporacije, radni sporovi i fluktuirajući poslovni ciklusi. Oni imaju interes da reše ove sporove.
Komons je smatrao da vlada treba da bude medijator (posrednik) između grupa u sukobu. Mnogo svog vremena on je posvetio savetodavnom I posredničkom radu u vladinim odborima I industrijskim komisijama.

## Vesli Mičel
Vesli Mičel (1874–1948) je bio američki ekonomista, poznat po svom empirijskom radu na poslovnim ciklusima I vođenju nacionalnog biroa za ekonomska istraživanja.
Njegovi ucitelji su bili Veblen, J. L. Laughlin I filozof Djui.

## Klarens Aires
Klarens Aires (1891–1972) je bio vodeći mislilac takozvane teksaške škole o instutucionalnoj ekonomiji. Njegov rad se zasniva na Veblenovoj dihotomiji između “tehnologije” i “institucija” kako bi se inventivni aspekti ekonomskih struktura izdvojili od nasleđenih. Tvrdio je da je tehnologija uvek bila korak ispred sociokulturalnih institucija.
Može se tvrditi i da on nije bio “institucionalista” u bilo kom normalnom smislu tog pojma, jer je institucije identifikovao sa osećanjima i praznoverjem, smatrao je da su institucije odigrale rezidualnu ulogu u ovoj teoriji razvoja čije je jezgro upravo tehnologija. Bio je pod jakim uticajem Hegela i za njega su institucije imale istu funkciju kao “Schein” (sa konotacijom obmane i iluzije) za Hegela. Umesto institucionalista, prihvatljiviji naziv za Aires-a bio bi tehno – biheviorista.

## Adolf Berle
Adolf A. Berle (1895–1971) je bio jedan od prvih autora koji je kombinovao pravnu i ekonomsku analizu, a njegov rad predstavlja kamen temeljac misli u modernom korporativnom upravljanju . Kao i Kejns, Berle je bio na mirovnoj konferenciji u Parizu 1919. godine, ali je kasnije podneo ostavku, nezadovoljan uslovima iz Versajskog ugovora. U knjizi “Moderna korporacija i privatno vlasništvo” (1932), zajedno sa Mins-om, detaljno je opisao evoluciju u savremenoj ekonomiji velikog biznisa i tvrdio da bi oni koji kontrolišu velike firme trebalo da budu više odgovorni.
Direktori kompanija su odgovorni akcionarima društva, ili ne, prema pravilima koja se nalaze u statutima zakona o privrednim društvima. Ovo može uključivati prava da se izabere ili otpusti rukovodstvo, zahtevaju redovni sastanci, standardi, itd. Tridesetih godina prošlog veka, tipični zakoni o kompanijama u Americi (na primer u Delaver-u) nisu jasno određivali takva prava. Berle je tvrdio da su neodgovorni direktori kompanija zato spremni da profit preduzeća stave u svoj džep, i da upravljaju samo svojim interesima. Sposobnost da to učine podržana je  činjenicom da su većinom akcionari u velikim javnim preduzećima bili pojedinci, sa oskudnim sredstvima komunikacije, ukratko, podeljenim i osvojenim.
Berle je služio u administraciji predsednika Ruzvelta tokom depresije, i bio je ključni član takozvanih “trustova mozgova” koji je razvio mnoge strategije “novog kursa”. 1967. Berle i Mins su izdali revidirano izdanje svog rada, gde je u predgovoru dodata nova dimenzija. To nije bilo samo odvajanje kontrolora kompanija od vlasnika kao deoničara. Postavili su pitanje šta korporativna struktura zaista želi da postigne. 
“Akcionari ne rade, niti se okreću, da bi zaradili. Oni su korisnici samo po poziciji. Opravdanje za njihovo nasleđe može biti utemeljeno samo na socijalnim osnovama, to opravdanje se pretvara u distibuciju kao i postojanje bogatstva. Njegova sila postoji samo u diretktnom odnosu sa brojem pojedinaca koji imaju takvo bogatstvo. Opravdanje za postojanje deoničara zavisi od povećane distribucije unutar američke populacije. U idealnom slučaju, položaj deoničara će biti neosvojiv samo kada svaka američka porodica ima svoj deo te pozicije i bogatstva, gde se prilika za razvijanje indivudualnosti u potpunosti aktuelizuje”.

## Džon Kenet Galbrejt
Džon Kenet Galbrejt (1908–2006) radio je  u administraciji “novog kursa” predsednika Ruzvelta. Iako je kasnije pisao, i bio napredniji od ranijih instutucionalnih ekonomista, on je kritikovao ortodoksnu ekonomiju krajem dvadesetog veka. U “Bogatom društvu” tvrdio je da su birači koji su dostigli određeno materijalno bogatstvo počeli da glasaju protiv opšteg dobra. On koristi termin “konvencionalna mudrost” da označi ortodoksne ideje koje podupiru konzervativni konsenzus.
U doba velikog biznisa nerealno je misliti samo na klasična tržišta. Veliki biznisi postavljaju svoje uslove na tržištu i koriste kombinovane resurse za reklamne programe koji podržavaju potražnju njihovih proizvoda. Kao rezultat, individualne preferencije odražavaju preferencije korporacija, to je “efekat zavisnosti”, a ekonomija je u celini usmerena na iracionalne ciljeve.
U “Novoj industijskoj državi” on tvrdi da ekonomske odluke diktira privatna birokratija, stručnjaci koji manipulišu marketinškim kanalima i odnosima s javnošću. Ova hijerarhija je samoslužna, profit više nije glavni motivator, čak ni menadžeri nisu pod kontrolom. Pošto su oni novi planeri, a korporacije preziru rizik, onda zahtevaju stabilna ekonomska tržišta. Oni regrutuju vlade da služe njihovim interesima u fiskalnoj i monetarnoj politici.
Dok ciljevi bogatog društva i vlade služe iracionalnoj ekonomiji, javni prostor je istovremeno osiromašen. On ilustruje sliku od vila do neasfaltiranih ulica, od uređenih vrtova do neurednih javnih parkova. U “Ekonomiji i javnoj svrsi” (1973) on se zalaže za “novi socijalizam” (socijaldemokratija) kao rešenje, sa nacionalizacijom vojne proizvodnje i javnih službi kao sto su zdravstvena zaštita, disciplinovana kontrola plata i cena kako bi se smanjila nejednakost i sprečila inflacija.

## Nova institucionalna ekonomija
Sa novim dostignućima u ekonomskoj teoriji organizacija, informacija, imovinskih prava i transakcionih troškova, postoji pokušaj integracije institucionalizma u novija dostignuća u ekonomiji, pod nazivom nova institucionalna ekonomija

## Institucionalna politička ekonomija
Kolebanja institucija su nužno rezultat podsticaja koje su takve institucije i stvorile, i zato su engogena. Nedvosmisleno, tradicionalni institucionalizam je na mnogo načina odgovor na sadašnju ortodoksnu ekonomiju; njegova reintrodukcija u formi institucionalne političke ekonomije je eksplicitan izazov neoklasičnoj ekonomiji, jer se zasniva na osnovnoj premisi kojoj se neoklasičari protive: da se ekonomija ne može odvojiti od političkog i društvenog sistema u koji je ugrađena.

## Institucionalizam danas
Raniji pristup bio je centralni element u američkoj ekonomiji, u međuratnim godinama nakon 1919. godine, ali je bio marginalizovan u odnosu na ekonomiju u posleratnom periodu uz uspon neoklasičnih pristupa. Međutim, nastavio je da bude vodeći pristup u kritikovanju neoklasične ekonomije i kao alternativni istraživački program u ekonomiji posebno kroz radove Chang-a i Hodgson-a.
Vodeći svetski ekonomista Syll veruje u institucionalnu ekonomiju. On je otvoreni protivnik svim vrstama društvenog konstruktivizma i postmodernog relativizma.

## Kritika
Kritičari institucionalizma su tvrdili da je koncept "institucije" previše centralan za sve društvene nauke da je besmisleno koristiti ga kao frazu za određenu teorijsku školu. Kao posledica toga, neuhvatljivo značenje koncepta "institucije" rezultiralo je beskrajnim sporom oko toga koji naučnici su "institucionalisti" ili ne, i zabunu oko toga šta bi trebalo da bude jezgro teorije. Drugim rečima, institucionalna ekonomija je postala toliko popularna jer svima znači sve, što na kraju krajeva, ne znači ništa.
Zaista može se tvrditi da je termin "institucionalista" pogrešno definisan od samog početka , pošto su Veblen, Hamilton i Ayres bili zaokupljeni evolutivnim ("objektivizirajućim") silama tehnologije pa su zato institucije u njihovim teorijama imale sekundarno mesto. Institucije su bile neka vrsta "anti materije", njihova glavna briga bila je tehnologija, ne institucije. Umesto da budu "institucionalisti", Veblen, Hamilton i Ayres su antiinstitucionalisti.

## Žurnali
- Journal of Economic Issues i članak-apstrakt links do 2008.
- Journal of Institutional Economics sa linkovima na izabrane članke i na article abstracts.
- Journal of Institutional and Theoretical Economics

## Literatura
- Kapp, K. William (2011). The Foundations of Institutional Economics.. Routledge.
- Bromley, Daniel (2006). Sufficient Reason: Volitional Pragmatism and the Meaning of Economic Institutions. Princeton University Press. 2006. ISBN 978-0-691-12419-3.
- Chang, Ha-Joon. Globalization, Economic Development and the Role of the State. Zed Books. 2002.
- Cheung, Steven N. S. (1970). „49–70”. The Journal of Law & Economics. 13 (1): 49—70. JSTOR 724838.
- Commons, John R (1931). „Institutional Economics”. American Economic Review. 21: 648—57. Vol. 21 : p pp. „648–57” Проверите вредност параметра |url= (помоћ).
- Commons, John R. (децембар 1936). „Institutional Economics”. The American Economic Review. 21 (4): 237—249. JSTOR 1807784.
- Commons, John R. (1936). „Institutional Economics”. The American Economic Review. 26 (1): 237—49. JSTOR 1807784.
- _____  (1934 [1986]). Institutional Economics: Its Place in Political Economy, Macmillan. Commons, John Rogers. Description. Transaction Publishers. ISBN 978-0-88738-797-5.. and
- Davis, John B. (2007). "The Nature of Heterodox Economics,"  Post-autistic Economics Review, issue no. 40.
- _____, “Why Is Economics Not Yet a Pluralistic Science?”, Post-autistic Economics Review, issue no. 43, 15 September, pp. 43–51.
- Easterly, William „Can Institutions Resolve Ethnic Conflict?” (PDF). Economic Development and Cultural Change. 49 (4). 2001.), pp. [„687–706” (PDF). Архивирано из оригинала (PDF) 04. 07. 2017. г. Приступљено 18. 05. 2019.
- Fiorito, Luca and Massimiliano Vatiero (2011). „Beyond Legal Relations: Wesley Newcomb Hohfeld's Influence on American Institutionalism”. Journal of Economics Issues. 45: 199—222. doi:10.2753/JEI0021-3624450111., 45 (1): 199–222.
- Galbraith, John Kenneth (1973). „Power & the Useful Economist”. American Economic Review. 63: 1—11.
- Hodgson, Geoffrey M (1998). „The Approach of Institutional Economics”. Journal of Economic Literature. 36 (1): 166—92., pp. 166–92 (close Bookmarks).
- _____, ed. Recent Developments in Institutional Economics. 2003.. Elgar.  Description and contents.
- _____  (2004).  The Evolution of Institutional Economics: Agency, Structure and Darwinism in American Institutionalism, London and New York: Routledge.
- Geoffrey M. Hodgson and Thorbjørn Knudsen, „Darwin's Conjecture”. The Montreal Review. август 2011.
- Hodgson, Samuels, & Tool. The Elgar Companion to Institutional & Evolutionary Economics. 1994.. Edward Elgar.
- Keaney, Michael, (2002).  "Critical Institutionalism: From American Exceptionalism to International Relevance", in Understanding Capitalism: Critical Analysis From Karl Marx to Amartya Sen, ed. Doug Dowd, Pluto Press.
- Nicita, A., and M. Vatiero (2007). “The Contract and the Market: Towards a Broader Notion of Transaction?”. Studi e Note di Economia, 1:7–22.
- North, Douglass C (1990). Institutions, Institutional Change and Economic Performance. Cambridge University Press.
- Elinor Ostrom „–848.”. Handbook of New Institutional Economics, C. Ménard and M. Shirley, eds. Handbook of New Institutional Economics. 2005., pp. 819[мртва веза] Springer.
- Rutherford, Malcolm (лето 2001). „Institutional Economics: Then and Now”. The Journal of Economic Perspectives. 15 (3): 173—194. JSTOR 2696562. doi:10.1257/jep.15.3.173.
- _____. The Institutionalist Movement in American Economics, 1918-1947: Science and Social Control. Cambridge University Press. 2011.
- Li, Rita Yi Man (2011). "Everyday Life Application of Neo-institutional Economics: A Global Perspective", Germany, Lambert.
- Schmid, A. Allan (2004). Conflict & Cooperation: Institutional & Behavioral Economics.. Blackwell.
- Samuels, Warren J. (2007), The Legal-Economic Nexus, Routledge.
- The New Palgrave Dictionary of Economics. 2008.

Polterovich, Victor. "institutional traps." Abstract.
Rutherford, Malcolm. "institutionalism, old."  Abstract.
Samuels, Warren J. [1987]. "institutional economics." Abstract.

## Spoljašnje veze
- Association for Evolutionary Economics
- World Interdisciplinary Network for Institutional Research
- Douglass North Nobel lecture
- Institutional & Behavioral Economics
- American Institutional School
- Thorstein Veblen, Bibliography
- T. Veblen: The Leisureclass
- T. Veblen: Why is Economics Not an Evolutionary Science?
- T. Veblen: The Beginning of Ownership av Thorstein Veblen
- T. Veblen: Theory of Business Enterprise
- „Geoffrey Hodgson's website”. Архивирано из оригинала 15. 04. 2021. г. Приступљено 18. 05. 2019.